# Viêm phổi mắc phải ở cộng đồng
Viêm phổi mắc phải  ở  cộng  đồng là tình trạng nhiễm khuẩn của nhu mô phổi xảy ra ở ngoài bệnh viện, bao gồm viêm phế nang, ống và túi phế nang, tiểu phế quản tận hoặc viêm tổ chức kẽ của phổi.

## Tác nhân gây bệnh
Tác nhân gây viêm phổi có thể là vi khuẩn, virus, ký sinh trùng, nấm, ngoại trừ trực khuẩn lao. Vi khuẩn Streptococcus pneumoniae là nguyên nhân thường gặp nhất trên thế giới.

## Triệu chứng lâm sàng
- Bệnh khởi phát đột ngột với sốt cao 39 - 40 độ C, rét run.
- Thường bị đau ngực ở bên tổn thương.
- Có ho và tăng dần, lúc đầu ho khan, về sau ho có đờm đặc, màu vàng, xanh hoặc máu gỉ sắt.
- Có thể nôn, chướng bụng, đau bụng.
- Khó thở, thở nhanh, tím môi đầu chi.[1]

## Phòng bệnh
- Điều trị tốt các ổ nhiễm khuẩn tai mũi họng, răng hàm mặt.
- Tiêm vaccin phòng cúm, phòng phế cầu đối với những trường hợp có bệnh phổi mạn tính, suy tim, tuổi trên 65 hoặc đã cắt lách.
- Loại bỏ những yếu tố kích thích độc hại: thuốc lá, thuốc lào.
- Giữ ấm cổ, ngực trong mùa lạnh.[1]